# Оразалинов, Аскар Сабалакович
Аскар Сабалакович Оразалинов (род. 13 сентября 1961, Алма-Ата) — заслуженный мастер спорта Республики Казахстан (водное поло), заслуженный тренер Республики Казахстан.

## Биография
Начал играть в водное поло в 1973 году у алма-атинского тренера В. А. Иншакова. В молодёжном возрасте начал тренироваться у Льва Смолеева.
После удачного выступления на молодёжном чемпионате Европы 1980 года в Нидерландах стал игроком основного состава «Динамо». В восьмидесятых регулярно включался в сборную СССР.
В 1991 году стал одним из первых ватерполистов, оказавшихся за границей. Несколько лет играл в клубах Венгрии, Нидерландах, Испании.
С появлением сборной Казахстана начал выступать в её составе.
В 2000—2008 годах возглавлял сборную Казахстана.

### Клубная карьера
- Чемпион СССР — 1981, 1982
- Серебряный призёр чемпионата СССР — 1984, 1986
- Бронзовый призёр чемпионата СССР — 1980, 1983, 1985, 1987, 1988
- Обладатель Кубка СССР — 1982

### Карьера в молодёжной сборной
- Серебряный призёр молодёжного чемпионата Европы — 1980
- Чемпион Универсиады — 1983, 1985

### Карьера в сборной СССР
- Чемпион Европы — 1985

### Карьера в сборной Казахстана
- Чемпион Азии — 1995
- Чемпион Азиатских игр — 1994, 1998, 2002

- Участник чемпионата мира (4) — 1994, 1998
- Участник Олимпийских игр (3) — 2000

### Государственные награды
В 2002 году награждён орденом «Курмет».
В 1985 году окончил Казахский ГИФК.